# Göltzschtals voetbalkampioenschap 1926/27
In 1926/27 werd het zesde Göltzschtals voetbalkampioenschap gespeeld, dat georganiseerd werd door de Midden-Duitse voetbalbond. 
SpVgg Falkenstein werd kampioen en plaatste zich voor de Midden-Duitse eindronde. De club versloeg 1. Jenaer SV 03 en verloor dan van FC Wacker 1910 Gera. 

## Gauliga
| Plaats | Club                        | Wed. | W | G | V | Saldo | Ptn. |
| ------ | --------------------------- | ---- | - | - | - | ----- | ---- |
| 1.     | SpVgg 06 Falkenstein        | 10   | 7 | 2 | 1 | 59:17 | 16:4 |
| 2.     | VfB 1906 Auerbach           | 10   | 7 | 1 | 2 | 41:21 | 15:5 |
| 3.     | SC Teutonia 1911 Netzschkau | 10   | 6 | 2 | 2 | 36:24 | 14:6 |
| 4.     | 1. FC 07 Reichenbach        | 10   | 3 | 1 | 6 | 26:35 | 7:13 |
| 5.     | VfB Lengenfeld 1908         | 10   | 3 | 0 | 7 | 22:41 | 6:14 |
| 6.     | SV Sportlust Mylau          | 10   | 0 | 2 | 8 | 13:59 | 2:18 |

|  | Kampioen, geplaatst voor Midden-Duitse eindronde |